# Josep Salceda i Castells
Josep Salceda i Castells (Cambrils, 14 de març de 1923 - Cambrils, 5 d'octubre de 2011) fou un un historiògraf i periodista català. Va ser el Cronista oficial de la Vila de Cambrils de l'any 1975 i president honorífic de Revista Cambrils, de la qual n'havia estat impulsor i director
Va fer els estudis elementals al col·legi La Salle de Cambrils. Durant la seva joventut es va dedicar a la pagesia i al comerç, però la seva afició cap al periodisme i la historiografia local el va portar a ser corresponsal de diversos mitjans escrits i radiofònics: corresponsal de Proa (Tarragona), Diario Español, El correo catalán, Ràdio Reus-SER i Ràdio Cambrils.
Va ser un dels fundadors de la Revista Cambrils, de la qual va ser director durant uns anys de la primera època i del 1987 al 1989. Posteriorment va ser president de l'Associació cultural Revista Cambrils del 1990 al 2004 i a partir d'aquest any president honorífic. També hi va mantenir un dels seus projectes més duradors en el temps: les Estampes cambrilenques, una secció de la revista que es va publicar ininterrompudament durant més de cinquanta anys i que constitueix un treball historiogràfic molt ambiciós. Posteriorment aquests articles es van recopilar en els dos volums d'Estampes cambrilenques, que a més van servir per agrupar-les temàticament i traduir les que s'havien publicat en castellà al català. El 15 de setembre de 2017 es va presentar el tercer volum d'Estampes cambrilenques que recull les publicades a Revista Cambrils des del gener de 1994 fins al maig de 2005 en què es va publicar la darrera Estampa.
En el vessant social i cultural va ser president de la Creu Roja de Cambrils, de la Fira de Cambrils i de l'Associació Antics Alumnes de La Salle; cantaire i membre de la Coral Verge del Camí, membre de la Congregació de la Puríssima Sang, del Centre d'Estudis Cambrilencs i de l'Aula Universitària de la Gent gran. En l'àmbit esportiu també va ser el soci número 1 del FC Cambrils i el President del Club Atletisme Cambrils. Va participar en la vida política local com a Regidor i Tinent d'alcalde als anys 70 i va tenir un paper molt actiu en el retorn de les despulles del cardenal Vidal i Barraquer l'any 1978.
Va rebre diversos premis i distincions:
- 1975. Cronista oficial de la vila
- 1977. Accèssit al Premi d'Assaig Cardenal Vidal i Barraquer d'Òmnium cultural
- 1985. Accèssit al 2n Premi d'Assaig Vila de Cambrils, amb l'obra: La Mare de Déu del Camí i el seu santuari
- 1987. Accèssit al premi Centenari de la Cambra de Comerç i Indústria de Reus
- 1997. Premi de periodisme de la Diputació de Tarragona
- 2010. Medalla d'honor de la vila de Cambrils "a tota una vida dedicada a Cambrils des de les diferents vessants: la periodística, la literària, la política i també per la seva implicació directe amb el món associatiu"

El ple de l'Ajuntament de Cambrils, del 23 de març de 2018, va acordar, per unanimitat, posar el nom de Josep Salceda i Castells a la Biblioteca Municipal.

## Obra
És autor de nombrosos articles i publicacions que constitueixen un referent imprescindible per conèixer la història local de Cambrils:
- La Mare de Déu del Camí i el seu santuari (1986)
- L'auca de Cambrils, amb textos de Xavier Amorós i repartida mitjançant el Diari de Tarragona (199-?)
- Els carrers de la vila (1992) Dintre de la col·lecció Quaderns d'estudi i divulgació, editats per l'ajuntament de Cambrils.
- Quaranta anys d'Estampes cambrilenques (1998)
- Un segle d'arrels lasal·lianes a Cambrils: 1900/2000 (2000)
- 250 anys d'història: 1754-2004: Congregació de la Puríssima Sang de Nostre Senyor Jesucrist Cambrils (2004)